# Parectecephala montana
Parectecephala montana är en tvåvingeart som beskrevs av Spencer 1986. Parectecephala montana ingår i släktet Parectecephala och familjen fritflugor. Inga underarter finns listade i Catalogue of Life.